# Kicsi Poggle
Kicsi Poggle (angolul: Poggle the Lesser) a Csillagok háborúja elképzelt univerzumának egyik szereplője.

## Leírása
Poggle a geonosisi fajba tartozó férfi, 1,83 méter magas és 80 kilogrammos. Szemszíne sárga. Hátából szárnyak nőttek ki. Arcán több bőrös nyúlvány lóg. Egy nagy húsos nyúlvány szakállként mutatott.

## Élete
Kicsi Poggle a Y. e. 31 – Y. e. 19 között a Geonosis bolygó főhercege volt. Eredetileg Poggle az alsóbbrendű geonosisiak közé tartozott, innen a „kicsi” beceneve is, de ő nagyobb rangra vágyott. Egy forradalmat indított Hadiss the Vaulted főherceg ellen, de először nem járt sikerrel. Közben titokban Darth Sidious sith Nagyúr támogatta Poggle forradalmát, aki a sith segítségével legyőzte Hadisst és átvette a hatalmat a Geonosis legfőbb bolyán, a Stalgasin-bolyon. Hadisst pedig kivégeztette a Petranaki arénában.
A galaktikus közös nyelvet nem beszéli, emiatt ha idegenekkel beszél, egy protokoll droid van mellette.
A Független Rendszerek Konföderációjának egyik vezéreként tevékenykedett. A Techno Unióban is volt szava. A szülőbolygóján levő droidgyárakat ő vezette. A második geonosisi csatában a Galaktikus Köztársaság fogságába esett, és elmenekült a Mustafar vulkanikus bolygóra, ahol 19 BBY-ben Darth Vader megöli.

## Megjelenése a filmekben, könyvekben, videójátékokban
Ezt a geonosisit két „Csillagok háborúja” filmben is láthatjuk: „A klónok támadása” és „A Sith-ek bosszúja” címűekben. Továbbá a „Star Wars: A klónok háborúja” című televíziós sorozat néhány részében is láthatjuk, például: a második évad 7. „Rémuralom” (Legacy of Terror) és 8. „Az élősködők” (Brain Invaders) részeiben.
A fentieken kívül Kicsi Poggle könyvekben, képregényekben és videójátékokban is szerepel, vagy meg van említve.

## Fordítás
- Ez a szócikk részben vagy egészben a Poggle the Lesser című Wookieepedia-szócikk fordítása. Az eredeti cikk szerkesztőit annak laptörténete sorolja fel.